# Szabolcs Krizsán
Szabolcs Krizsán, (* 5. července 1989 Maďarsko) je reprezentant Maďarska v judu.

## Sportovní kariéra
Judu se věnuje pod vedením Pétera Toncsiho v armádním klubu Honvéd-Kipex (Budapešť). Jeho předností je mimo kvalitní fyzické přípravy i obourukost. Jako levák bojuje nejčastěji z pravého úchopu. Mezi evropskou špičku proniknul od roku 2013. Jeho největším rivalem v maďarské reprezentaci je László Csoknyai.

### Vítězství
- 2014 – 1x světový pohár (Sofie)
- 2015 – 2x světový pohár (Tunis, Záhřeb)

## Výsledky
| Mistrovství světa  |     | —   |   | —   |    | —  | —  | —   |   | úč. | úč. |  |  |  |  |  |  |  |  |  |  |  |  |  |  |  |  |  |
| Mistrovství Evropy | —   | —   | — | —   | —  | —  | —  | —   | — | úč. | 3.  |  |  |  |  |  |  |  |  |  |  |  |  |  |  |  |  |  |
| ME do 23 let       | —   | —   | — | úč. | —  | 2. | 2. | úč. |   |     |     |  |  |  |  |  |  |  |  |  |  |  |  |  |  |  |  |  |
| MS juniorů         | —   |     | — |     | 5. |    |    |     |   |     |     |  |  |  |  |  |  |  |  |  |  |  |  |  |  |  |  |  |
| ME juniorů         | —   | —   | — | —   | 7. |    |    |     |   |     |     |  |  |  |  |  |  |  |  |  |  |  |  |  |  |  |  |  |
| ME kadetů          | úč. | úč. |   |     |    |    |    |     |   |     |     |  |  |  |  |  |  |  |  |  |  |  |  |  |  |  |  |  |